# Kapilavastu
Kapilavastu était la capitale du clan des Śākya auquel appartenait Siddhārtha Gautama, le futur Bouddha. Suivant la tradition, c’est là que se trouvait le palais du roi Śuddhodana son père, où Gautama aurait séjourné jusqu'à l'âge de 29 ans. Le roi du Kosala, Virûdhaka, suzerain des Śākya, aurait détruit la ville du vivant du Bouddha.
On a situé Kapilavastu soit sur le site de Tilaurakot dans le district de Lumbinî au Népal, soit dans l’Uttar Pradesh, Inde. L'UNESCO a reconnu le site de Lumbini comme étant le lieu de naissance de Bouddha, tandis qu'il aurait vécu et se serait éveillé en Inde.
Divers historiens placent les événements en 563 av. J.-C. pour la naissance du Bouddha, en 485 ou 484 av. J.-C. pour la destruction de la ville.

## À la recherche de Kapilavastu
Kapilavastu resta un lieu de pèlerinage pendant plus d’un millénaire, comme en témoigne le récit de voyage des moines chinois Faxian et Xuanzang qui s’y rendirent respectivement aux Ve et VIIe siècles. Néanmoins, le bouddhisme perdant ensuite son influence et les gouvernants hindous ou musulmans de l’Inde ou du Népal ne cherchant pas à promouvoir son souvenir, au XIXe siècle l’emplacement exact en était oublié. Son identification, qui n’intéressa longtemps que de rares spécialistes, est devenue dans la seconde moitié du XXe siècle un enjeu nationaliste et touristique, et l’objet d’une certaine rivalité entre le Teraï népalais et l’Uttar Pradesh indien.
À la fin du XIXe siècle, Khadga Sumsher Jang Bahadur Rana, membre de la famille régnante du Népal et gouverneur de Palpa intéressé par l’archéologie, sollicita les services de l'Allemand Alois Anton Führer, employé du Raj britannique. Ce dernier découvrit en 1896 à Lumbini une stèle qui aurait été érigée sur les ordres d’Ashoka à l’emplacement de la naissance du Bouddha. Führer ayant été renvoyé en 1898 pour avoir vendu de fausses reliques à un moine birman, le Raj envoya P. C. Mukherjee pour poursuivre les fouilles et il désigna Tilaurakot dans le district de Lumbini comme site de Kapilavastu.
Néanmoins, dans les années 1960, l’archéologue indienne Debala Mitra de l’Archaeological Survey of India, chargée par le gouvernement népalais de poursuivre les fouilles, estima que le site n’était pas assez ancien pour être Kapilavastu. En 1972, un autre archéologue de l’ASI, K. M. Srivastava, affirma avoir découvert à Piprâwâ en Inde des reliques du Bouddha, et proposa qu’il s’agissait de la vraie Kapilavastu,. En fait, avaient déjà été découverts en 1898 sur ce même site des urnes de stéatite dont l’une contenait des ossements et portait une inscription suggérant selon certains qu’il s’agissait de la part des reliques du Bouddha remise aux Shakya ; une partie en avait été offerte au Siam. Néanmoins, des doutes sur l’authenticité des trouvailles étaient apparus très tôt car on les soupçonnait d'être des faux fournis par Führer.
Ne voulant pas s’en tenir aux conclusions de Debala Mitra, le Népal avait fait appel en 1967 à des archéologues japonais qui mirent au jour des artéfacts et pièces datant du Ve siècle av. J.-C., puis des fragments de poterie grise peinte de la même période, confirmant l’ancienneté du site.
Tilaurakot avait été proposé individuellement comme candidat au patrimoine mondial en même temps que Lumbini, mais la suggestion de l’UNESCO fut de demander son intégration ultérieure à ce dernier site moyennant avis favorable d’experts. À cet effet, une équipe d’archéologues de l’Université de Bradford fut envoyée en 2001. Elle a confirmé la présence de poteries datant d’entre le Iermillénaire et le VIe siècle av. J.-C. et l’existence probable d’un centre urbain, mais les vestiges actuels sont nettement postérieurs à l’époque du Bouddha. L’équipe a de plus précisé que la dispute entre Tilaurakot et Piprâwâ était loin d’être résolue. Les Népalais suggèrent de voir en Piprâwâ Nigrodha un site monastique fréquenté par le Bouddha, mais les Indiens maintiennent qu’il s’agit bien de Kapilavastu.
Des reliques du Bouddha découvertes sous le Raj britannique en Inde lors des fouilles de Piprahwa, offertes au moine sri-lankais Waskaduwe Sri Subhuthi Mahanayake Thero par le fonctionnaire britannique William Peppe en 1898 ont été offertes en avril 2024 au dalaï-lama par Waskaduwe Mahindawansa Mahanayaka Thero du monastère Raja Guru Shri Subuti Mahavihara au Sri Lanka, gardien des reliques de Kapilavastu.

## Galerie
Vestiges de constructions urbaines à Tilaurakot, postérieures à l’époque du Bouddha.

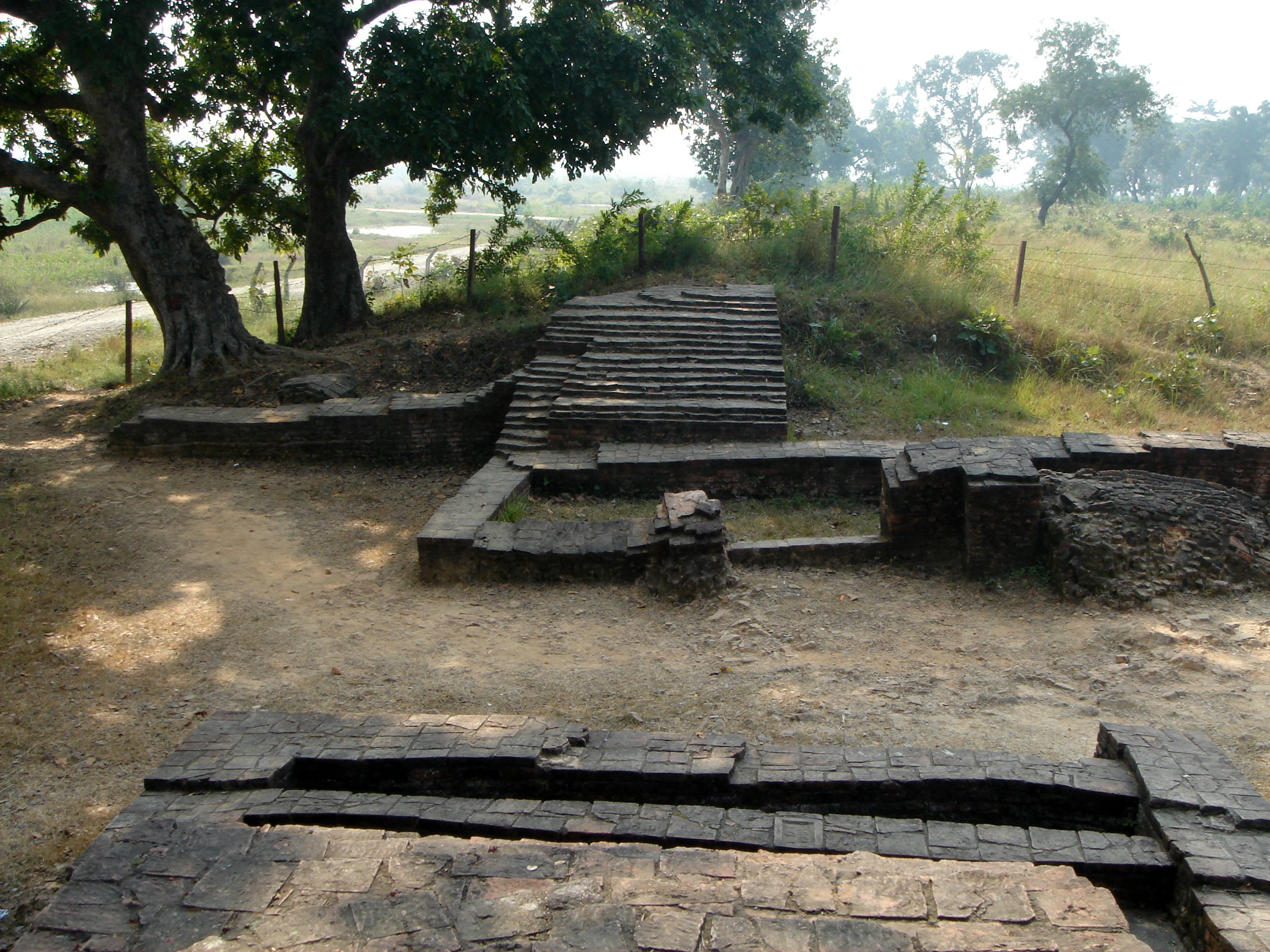
Porte Est.
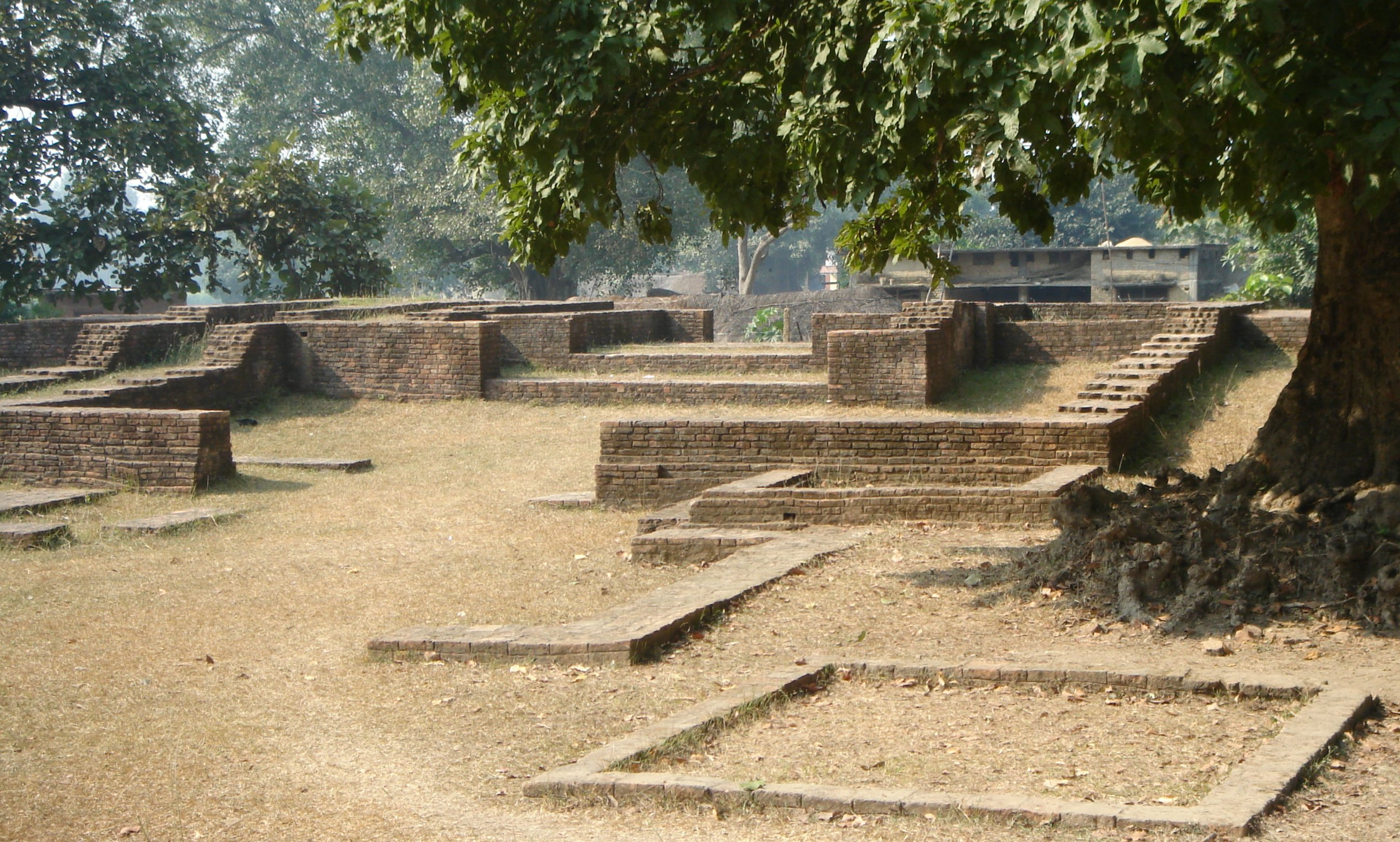
Porte Ouest.